# Брус-Партингтонови планови
„Брус-Партингтонови планови” (енгл. The Adventure of the Bruce-Partington Plans) је једна од 56 приповедака о Шерлоку Холмсу које је написао Артур Конан Дојл. Једна је од осам прича у циклусу прикупљеном као Његов последњи подвиг (1917), и представља друго и последње главно појављивање Мајкрофта Холмса. Првобитно је објављена у часопису The Strand Magazine у Уједињеном Краљевству, као и у часопису Collier's у Сједињеним Државама 1908. године.
Дојл је ову приповетку сврстао на четрнаесто место на листи својих деветнаест омиљених прича о Шерлоку Холмсу.

## Радња
Монотонију маглом обавијеног Лондона разбија изненадна посета Холмсовог брата Мајкрофта. Он је дошао због неких несталих, тајних планова за подморницу. Седам од десет несталих папира пронађено је са телом Артура Кадогана Веста, али три „најважнија” папира и даље недостају. Вест је био млади службеник у владиној канцеларији у Краљевском Арсеналу у Вуличу, чије је тело пронађено поред подземних шина у близини станице метроа Алдгејт, са смрсканом главом. Са собом је имао мало новца (иако се чини да није било пљачке), карте за позориште и, зачудо, није било карте за метро.
Инспектор Лестрад каже Холмсу да је један путник пријавио да је чуо ударац, као да је тело пало на стазу, близу места где је Вестово тело пронађено. Путник, међутим, није могао ништа да види због густе магле.
Након прегледа пруге у близини Алдгејта, Холмс закључује да је Вест погинуо на другом месту, да је одложен на кров подземног воза и да је пао када је вагон уздрмао прелазак преко железничке тачке у Алдгејту.
Холмс одлучује да посети сер Џејмса Волтера, који је био задужен за папире. Он је, међутим, умро, очигледно од сломљеног срца због губитка части када су папири украдени, према речима његовог брата, пуковника Валентина Волтера.
Приликом посете Вестовој вереници, она говори Холмсу да је Вест имао нешто на уму последњих недељу дана свог живота. Прокоментарисао јој је како издајник лако може да дође до „тајне” и колико би страни агент платио за то. Затим је те ноћи, док су њих двоје шетали у близини његове канцеларије, на путу до позоришта, он одједном одјурио и није се вратио.
Холмс затим одлази у канцеларију из које су планови украдени. Сидни Џонсон, старији службеник, каже Холмсу да је, као и увек, био последњи човек те ноћи који је изашао из канцеларије и да је ставио папире у сеф. Свакоме ко би касније дошао да их украде била би потребна три кључа (за зграду, канцеларију и сеф), али на Вестовом телу нису пронађени дупликати, а само је покојни сер Џејмс имао сва три кључа. Џонсон такође помиње да један од седам пронађених папира укључује проналазак без којег подморница не би могла да се правилно изгради. Холмс такође открива да је могуће видети шта се дешава у канцеларији споља чак и када су гвоздене капке затворене.
Након одласка, Холмс открива да се службеник у оближњој подземној станици сећа да је видео Веста те вечери. Дубоко потресен нечим, отишао је возом до Лондонског моста.
Поступајући на основу информација од Мајкрофта и онога што је до сада сазнао, Холмс идентификује особу од интереса, Хуга Оберштајна, познатог страног агента који је напустио град убрзо након Вестовог убиства. Нека мала извиђања показују Холмсу да се Оберштајнова кућа налази код подземне пруге и да се, захваљујући саобраћају на оближњој раскрсници, возови често заустављају тачно испод његових прозора. Сада је јасно да је Вестово тело положено на кров воза управо тамо.
Холмс и доктор Вотсон упадају у Оберштајнову празну кућу и прегледају прозоре, откривајући мрље од крви. Подземни воз стаје тачно испод прозора. Пронађене су и неке поруке из агонијске рубрике новина Daily Telegraph, које све као да алудирају на пословни договор, које је објавио „Пјеро”. Холмс објављује сличну тајновиту поруку у истим новинама тражећи састанак, потписујући се као Пјеро, у нади да би се лопов могао појавити у Оберштајновој кући.
План успева. Појављује се пуковник Валентин Волтер и запањен је откривши Холмса, Вотсона, Лестрада и Мајкрофта који га чекају. Он признаје крађу планова, али се куне да је Оберштајн тај који је убио Веста. Вест је пратио пуковника до Оберштајна и затим интервенисао, а Оберштајн је Весту задао фаталан ударац у главу. Оберштајн је тада одлучио, уз приговоре пуковника, да мора да задржи три папира, јер се не могу преписати за кратко време. Тада је дошао на идеју да осталих седам стави у Вестов џеп и стави га на кров воза испред његовог прозора, уз образложење да ће бити окривљен за крађу када његово тело буде пронађено.
Дубоко у дуговима, пуковник Валтер је деловао из потребе за новцем. Он се донекле искупљује тако што пристаје да пише Оберштајну, чију адресу у Европи зна, позивајући га да се врати у Енглеску ради четврте, виталне странице. Ова превара такође функционише; Оберштајн је ухапшен, а нестале странице планова су пронађене. Пуковник Волтер умире у затвору, недуго након што му је изречена казна. За своје заслуге, Холмс је добио смарагдну иглу за кравату од „извесне милостиве даме” (подразумева се да је ово краљица Викторија, пошто је игла примљена у Виндзору 1890-их).

## Историја објављивања
Приповетка је објављена у британском часопису The Strand Magazine у децембру 1908. и у америчком часопису Collier's 12. децембра 1908. године. Прича је објављена са шест илустрација Артура Твајдла у часопису The Strand и са пет илустрација Фредерика Дора Стила у часопису Collier's. Ова приповетка је укључена у збирку кратких прича Његов последњи подвиг која је објављена у Уједињеном Краљевству и САД у октобру 1917. године.

## Адаптације

### Филм и телевизија
Један филм из серијала из 1922. био је адаптација ове приповетке. У њему су глумили Еје Норвуд као Шерлок Холмс, Хјуберт Вилис као др Вотсон, Луис Гилберт као Мајкрофт Холмс и Малколм Тод као Кадоган Вест.
Причу је адаптирао Џајлс Купер као епизоду телевизијске серије Шерлок Холмс из 1965. са Дагласом Вилмером у улози Холмса и Најџелом Стоком као Вотсоном. Сачуван је само први од два колута 16-милиметарског телеснимка епизоде, иако је цео звучни запис очуван. Епизода је била једна од оних преправљених за истоимену западнонемачку серију (1967–1968), која је преживела у потпуности.
Совјетски телевизијски филм Двадесети век се приближава из 1986. године, пето остварење у серијалу Авантуре Шерлока Холмса и др Вотсона, садржи ову причу.
Прича је прилагођена за епизоду телевизијске серије Авантуре Шерлока Холмса из 1988. са Џеремијем Бретом у улози Шерлока Холмса, Едвардом Хардвиком као доктором Вотсоном и Чарлсом Грејем као Мајкрофтом Холмсом; у овој верзији, инспектора Лестрада замењује инспектор Бредстрит, а пуковнику Волтеру је дозвољено да побегне након што је помогао у хапшењу Оберштајна од стране Бредстрита како би могао да ухвати још шпијуна.
Радња ТВ филма Мета Фруера из 2001, Краљевски скандал, комбинација је приповедака „Скандал у Чешкој” и „Брус-Партингтонови планови”.
Прича је делимично коришћена у епизоди „Велика игра” (2010) телевизијске серије Шерлок.

### Радио
Причу је адаптирала Едит Мејзер као епизоду америчке радио-серије Авантуре Шерлока Холмса. Епизода, која је емитована 22. октобра 1931, укључивала је Ричарда Гордона као Шерлока Холмса и Лија Ловела као доктора Вотсона. Друге продукције приче емитоване су у марту 1935, са Луисом Хектором као Холмсом и Ловелом као Вотсоном, и октобра 1936, са Гордоном као Холмсом и Харијем Вестом као Вотсоном.
Мејзерова је адаптирала ову причу и као епизоду америчке радио-серије Нове авантуре Шерлока Холмса која је емитована 1939. са Бејзилом Ратбоном као Холмсом и Најџелом Брусом као Вотсоном. Додатне епизоде у серији које су прилагођене овој причи емитоване су 1941. и 1943. (обе са Ратбоном као Холмсом и Брусом као Вотсоном) и 1948. (са Џоном Стенлијем као Холмсом и Ијаном Мартином као Вотсоном).
Џон Гилгуд је играо Шерлока Холмса, а Ралф Ричардсон је играо Ватсона у адаптацији приче која је емитована на BBC Light програму 1954. године. Брат Џона Гилгуда, Вал Гилгуд, играо је Мајкрофта Холмса. Џон Казабон је играо инспектора Лестрада, а Вилијам Фокс је глумио пуковника Валентина Волтера. Ова продукција је емитована на NBC радију 1955. године.
Причу је за BBC Light програм 1967. адаптирао Мајкл Хардвик, као део радио серије из 1952–1969. у којој је Карлтон Хобс глумио Холмса, а Норман Шели је играо Вотсона. Феликс Фелтон је тумачио Мајкрофта Холмса.
Приповетка је драматизован за BBC Radio 4 током 1994. године, од стране Берта Кулса, као део радио серије из 1989–1998. у којој су глумили Клајв Мерисон као Холмс и Мајкл Вилијамс као Вотсон, укључујући Џејмија Гловера као Кадогана Веста и Стивена Торна као инспектора Лестрада.
Године 2010, прича је адаптирана као епизода Класичних авантура Шерлока Холмса, серије у америчкој радио-емисији Imagination Theatre, у којој су глумили Џон Патрик Лоури као Холмс и Лоренс Алберт као Вотсон, са Риком Мејем у улози Лестрада.